# Townend Glover
Pour les articles homonymes, voir Townend et Glover.
Townend Glover est un entomologiste et un illustrateur américain, né le 20 février 1813 à Rio de Janeiro et mort le 7 septembre 1883 à Baltimore.

## Biographie
Il est le fils d’Henry Glover, un homme d’affaires britannique installé au Brésil, et de Mary Townend, originaire du Yorkshire. Le jeune Townend perd sa mère alors qu’il n’avait que six semaines et son père à six ans. Il est alors élevé par grand-père paternel et une tante à Leeds. Il y fait ses études dans une école privée et est envoyé en apprentissage chez un marchand de laine à douze ans. Il quitte cette fonction lorsqu’il touche l’héritage de son père à vingt-et-un ans.
Il part étudier l’art à Munich auprès de Mattenheimer, inspecteur de la Galerie d’art de Munich de 1834 à 1836. Après avoir travaillé peu de temps dans un studio de peinture en Grande-Bretagne, il part aux États-Unis d'Amérique en 1836 d’abord pour y peindre des scènes principalement de pêche et de chasse avant de décider d’y rester. Il voyage beaucoup durant cette époque.
Il se marie en 1840 avec Sarah Byrnes à Fishkill dans l’État de New York. Ils adopteront une petite fille. Il s’occupe d’abord des propriétés de son beau-père avant d’acheter sa propre ferme en 1846. Son premier intérêt est la floriculture, l’histoire naturelle et la taxidermie. Après son arrivée aux États-Unis, il commence à s’intéresser à la pomologie. Il décide alors de réaliser près de 2 000 maquettes de fruits pour expliquer les dégâts causés par les insectes et les expose dans différentes expositions et foires agricoles. Sa collection est récompensée par la New York Horticultural Society et le gouvernement américain l’achète en 1853 pour 10 000 dollars. Ces modèles serviront pour l’enseignement dans les écoles d’agriculture des États-Unis. L’année suivante, il commence à travailler pour le bureau de l’agriculture du département des brevets, bureau qui vient d’être créé.
Glover est alors employé pour collecter des informations sur les fruits, les semences et les insectes. Sa rémunération marque le début de l’entomologie professionnelle aux États-Unis d'Amérique. Il travaille pour le département des brevets jusqu’en juillet 1859 où il devient le premier professeur d’histoire naturelle de l’université du Maryland. Le titre officiel est celui de professeur de botanique, d’entomologie et d’ornithologie. Il écrit et illustre alors le Journal or Field Book, destiné à aider les étudiants à l’étude des insectes. Cet ouvrage est publié en 1874 sous le titre de Manuscript Notes from My Journal. Il réalise aussi des gravures sur cuivre qui paraissent sous le titre des Illustrations of North American Entomology in the Orders of Coleoptera, Orthoptera, Neuroptera, Hymenoptera, Lepidoptera, and Diptera. Son souhait de faire paraître la description de tous les insectes d’Amérique du Nord n’aboutira pas. En 1863, il est employé par le ministère américain de l’agriculture comme entomologiste, fonction qu’il conserve jusqu’à sa retraite en 1878.

## Source
- Keir B. Sterling, Richard P. Harmond, George A. Cevasco & Lorne F. Hammond (dir.) (1997). Biographical dictionary of American and Canadian naturalists and environmentalists. Greenwood Press (Westport) : xix + 937 p.
- Theo. L. Bissell (1960). History of entomology at the university of Maryland. Bulletin of the Entomological Society of America, 6 (3) : 80-85.